# Balan (Ain)
Balan – miejscowość i gmina we Francji, w regionie Owernia-Rodan-Alpy, w departamencie Ain.

## Demografia
Według danych na rok 2020 gminę zamieszkiwało 2699 osób, a gęstość zaludnienia wynosiła 149,1 osób/km².